# AP Grønt
A.P. Grønt v/Annette & Per Hardenberg er en dansk producent af bladgrøntsager som babyleaves, salat og kål. Virksomhedens frilandsgartneri er lokaliseret i Kvinderup nord for Slangerup. I 2023 havde de 146 ansatte. 
Virksomheden blev etableret af Per Hardenberg i 1979, som driver virksomheden sammen Annette Hardenberg.